# بوب روبنسون
بوب روبنسون هو مصارع هاوي كندي، ولد في 10 سبتمبر 1958 في مونتريال في كندا.

## وصلات خارجية
- بوب روبنسون على موقع قاعدة بيانات المصارعة الدولية (الإنجليزية)
- بوب روبنسون على موقع أوليمبيديا (الإنجليزية)